# Антоніо Мілло

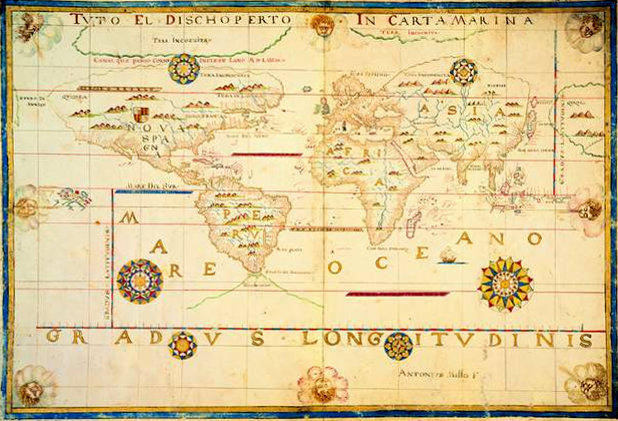
Карта світу Антоніо Мілло

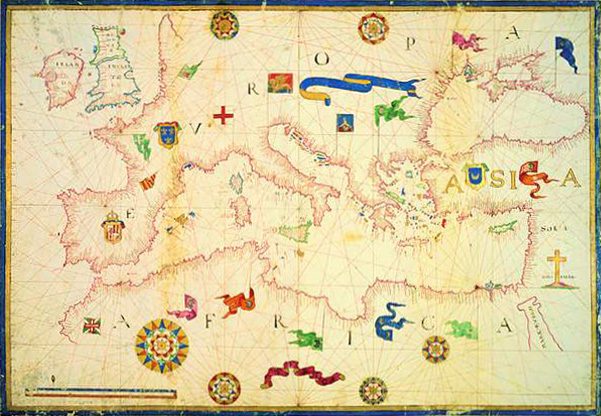
Карта Європи Антоніо Мілло

Антоніо Мілло (також Антоніо да Мілло та Антоніо Міло, роки діяльності 1557—1590) — капітан і картограф, що працював над картами, описами островів та портоланами.
Народився у 16 столітті у Мілосі і частину життя жив у Венеції, про що свідчать записи грецької громади Венеції. Згідно з Першою книгою шлюбів 1599—1701 грецької громади Венеції, чоловік на ім'я «Антоніо Дамілос» одружився 10 серпня 1599.
Був картографом, а також капітаном і навігатором. В описах островів (isolario) 1590 року він згаданий як Armiralgio al Zante. В інших описах 1591 року — як Armiralgio in Candia, а ще в одних — як Antonius de Melo Cosmographus.
Створив багато детальних мап. Декілька його робіт зберігаються у Венеції (у Національній бібліотеці святого Марка та Музеї Коррер), Римі (Римська національна центральна бібліотека), Берліні (Державна бібліотека), Лондоні (Британська бібліотека) і Варшаві (Національна бібліотека).